# Anouk Borgman
Anouk Borgman (Gramsbergen, 1998) is een Nederlands voetbalster die als verdediger speelt.

## Carrière
Op 1 april 2016 maakte ze haar debuut bij de eerste selectie van PEC Zwolle in de uitwedstrijd tegen Ajax. Ze mocht in de basis beginnen en werd in de 84e minuut vervangen door Dayna Schra. De wedstrijd eindigde in 3–0. In 2016 verruilde ze de Zwollenaren voor provinciegenoot FC Twente. In 2018 ging ze naar Achilles '29.

### Carrièrestatistieken
| Seizoen                     | Club            | Land            | Competitie      | Competitie | Competitie | Beker | Beker | Internationaal | Internationaal | Overig | Overig | Totaal | Totaal |
| Seizoen                     | Club            | Land            | Competitie      | Wed.       | Dlp.       | Wed.  | Dlp.  | Wed.           | Dlp.           | Wed.   | Dlp.   | Wed.   | Dlp.   |
| --------------------------- | --------------- | --------------- | --------------- | ---------- | ---------- | ----- | ----- | -------------- | -------------- | ------ | ------ | ------ | ------ |
| 2015/16                     | PEC Zwolle      | Nederland       | Eredivisie      | 1          | 0          | 0     | 0     | –              | –              | –      | –      | 1      | 0      |
| 2016/17                     | FC Twente       | Nederland       | Eredivisie      | 6          | 0          | 0     | 0     | 0              | 0              | 0      | 0      | 6      | 0      |
| 2017/18                     | FC Twente       | Nederland       | Eredivisie      | 3          | 0          | 0     | 0     | 0              | 0              | 0      | 0      | 3      | 0      |
| 2018/19                     | Achilles '29    | Nederland       | Eredivisie      | 19         | 0          | 0     | 0     | 0              | 0              | 0      | 0      | 19     | 0      |
| Carrière totaal             | Carrière totaal | Carrière totaal | Carrière totaal | 29         | 0          | 0     | 0     | 0              | 0              | 0      | 0      | 29     | 0      |
| Bijgewerkt tot 25 juli 2019 |                 |                 |                 |            |            |       |       |                |                |        |        |        |        |